# Ernst Eugster
Ernst Eugster (* 22. Januar 1945) ist ein ehemaliger niederländischer Judoka. Er gewann zwei Bronzemedaillen bei Weltmeisterschaften und drei Bronzemedaillen bei Europameisterschaften.

## Karriere
Ernst Eugster trat in der Regel im Halbschwergewicht an, der Gewichtsklasse bis 93 Kilogramm. Seine erste internationale Medaille gewann Eugster bei den Weltmeisterschaften 1967 in Salt Lake City. 1968 bei den Europameisterschaften in Lausanne gewann er Bronze sowohl in der Einzel- als auch in der Mannschaftswertung. Im Jahr darauf unterlag er bei den Europameisterschaften in Ostende im Halbfinale Wladimir Pokatajew aus der Sowjetunion. Bei den Weltmeisterschaften 1969 trat er in zwei Gewichtsklassen an. Im Halbschwergewicht bezwang er im Achtelfinale Helmut Howiller aus der DDR, verlor im Viertelfinale gegen Wladimir Pokatajew und belegte letztlich den siebten Platz. In der offenen Klasse unterlag Eugster ebenfalls im Viertelfinale gegen den Japaner Nobuyuki Satō, nach Siegen über den Franzosen Jean-Luc Rougé und Helmut Howiller erhielt Eugster eine Bronzemedaille. Ende 1969 und Anfang 1971 siegte Eugster jeweils bei den niederländischen Meisterschaften. Bei den Europameisterschaften 1971 in Göteborg belegte Eugster mit der Mannschaft den zweiten Platz hinter der Mannschaft aus dem Vereinigten Königreich. In der Einzelwertung erhielt er eine Bronzemedaille. Im Jahr darauf bei den Europameisterschaften 1972 in Voorburg belegte Eugster den dritten Platz in der Einzel- und in der Mannschaftswertung. In der Einzelwertung gewann Jan Bosman Silber, der dann auch für die Niederlande bei den Olympischen Spielen in München antrat.